# Station Hombourg-Haut
Station Hombourg-Haut is een spoorwegstation in de Franse gemeente Hombourg-Haut.

## Treindienst
| Serie           | Treinsoort | Route                                                                                                 | Bijzonderheden |
| --------------- | ---------- | --- | -------------- |
| TER 23700       | TER (SNCF) | Metz-Ville – Rémilly – Faulquemont – Saint-Avold – Hombourg-Haut – Béning – Forbach                   |                |
| TER 88800 RE 18 | TER (SNCF) | Metz-Ville – Rémilly – Faulquemont – Saint-Avold – Hombourg-Haut – Béning – Forbach – Saarbrücken Hbf |                |